# Udvari
Udvari község a Dél-Dunántúli régióban, Tolna vármegyében, a Tamási járásban.

## Fekvése
A Dunántúli-dombságban, a Tolnai-Hegyháton, a Kapos és a Sió között fekszik, a megyeszékhelytől, Szekszárdtól mintegy 50 kilométerre. Szomszédos települések: Miszla és Gyönk. Zsáktelepülés, csak a 63 119-es számú mellékúton érhető el Gyönk irányából.

### Megközelítése
Közúton a Pincehelyet (61-es főút) a 63-as főúttal összekötő 6313-as útról érhető el, Gyönkön észak felé leágazva a 63 118-as, majd a 63 119-es számú mellékutakon.
Elérhető még Belecska felől is, Miszla érintésével, de ez az útvonal változó burkolatminőségű, némely szakaszain burkolatlan.
A közúti tömegközlekedést a Volánbusz autóbuszai biztosítják.
Vasútvonal nem vezet át a településen. A legközelebbi vasútállomás a településtől körülbelül 15 kilométerre található Keszőhidegkút-Gyönk vasútállomás, a MÁV 40-es számú, (Budapest–)Pusztaszabolcs–Pécs-vasútvonalán.

## Története

### Nevének eredete
Az egykor itt földbirtokos Székely család mintegy 40 családot telepített ide. A letelepedőknek kaszárnyát (=„udvar”-t) épített, innen a település neve.

## Közélete

### Polgármesterei
- 1990–1994: Radványi György (független)[3]
- 1994–1998: Peszt Attila (független)[4]
- 1998–2002: Peszt Attila (független)[5]
- 2002–2006: Peszt Attila (független)[6]
- 2006–2010: Peszt Attila (független)[7]
- 2010–2014: Peszt Attila (független)[8]
- 2015–2019: Peszt Attila (független)[9]
- 2019–2024: Peszt Attila (független)[10]
- 2024– : Szoboszlai Szilvia (független)[1]

A településen a 2014. október 12-i önkormányzati választás idején nem lehetett polgármester-választást tartani, mert egyetlen lakos sem jelöltette magát a polgármesteri posztért. Az emiatt szükségessé vált, és 2015. február 8-ára kitűzött időközi polgármester-választást ugyancsak nem lehetett megtartani, azonos okból. Csak a második, 2015. május 31-én megtartott időközi választást követően lett ismét választott polgármestere a községnek, mivel az addigi faluvezető, Peszt Attila vállalta, hogy jelölteti magát, sőt egy hölgy személyében ellenjelöltje is akadt, aki végül 15 szavazatnyi különbséggel alulmaradt a tapasztaltabb ellenféllel szemben.

### Önkormányzat
Udvari község önkormányzatának címe: 7066 Udvari, Szövetkezet u. 47., telefon- és faxszáma: 74 / 508-005, e-mail címe: udvari2@tolna.net, hivatalos honlapja: www.udvari.hu.

## Népesség
A település népességének változása:
- 2009: 441 fő
- 2001 (népszámlálás): 535 fő
- 1990 (népszámlálás): 594 fő

| Lakosok száma | 357  | 334  | 328  | 278  | 272  | 268  | 261  |
|               | 2013 | 2014 | 2015 | 2021 | 2022 | 2023 | 2024 |

2001-ben a lakosság kb. 80%-a magyarnak, kb. 5,5%-a cigánynak, kb. 1%-a németnek vallotta magát. Kb. 13,5% nem válaszolt.
A 2011-es népszámlálás során a lakosok 97%-a magyarnak, 2,7% cigánynak, 0,6% németnek mondta magát (3% nem nyilatkozott; a kettős identitások miatt a végösszeg nagyobb lehet 100%-nál).
2022-ben a lakosság 88,2%-a vallotta magát magyarnak, 2,9% cigánynak, 1,8% németnek, 0,4% horvátnak, 0,4% görögnek, 1,8% egyéb, nem hazai nemzetiségűnek (11% nem nyilatkozott; a kettős identitások miatt a végösszeg nagyobb lehet 100%-nál).

## Vallás
A 2001-es népszámlálás adatai alapján a lakosság kb. 58,5%-a római katolikus, kb. 13,5%-a református és kb. 4,5%-a evangélikus vallású. Nem tartozik semmilyen egyházhoz vagy felekezethez sem, illetve nem válaszolt kb. 23,5%.
2011-ben a vallási megoszlás a következő volt: római katolikus 58,1%, református 10,5%, evangélikus 4,8%, görögkatolikus 0,3%, felekezeten kívüli 8,7% (17,7% nem nyilatkozott).
2022-ben vallása szerint 27,2% volt római katolikus, 14% református, 4,8% evangélikus, 0,4% görög katolikus, 0,4% izraelita, 15,8% felekezeten kívüli (37,1% nem válaszolt).

### Római katolikus egyház
A Pécsi egyházmegye (püspökség) Tamási Esperesi Kerületéhez tartozik. Nem önálló, a pincehelyi plébánia filiája. Római katolikus templomának titulusa: Nagyboldogasszony.

### Református egyház
A Dunamelléki Református Egyházkerület (püspökség) Tolnai Református Egyházmegyéjébe (esperesség) tartozik. Nem önálló egyházközség.

### Evangélikus egyház
A Déli Evangélikus Egyházkerület (püspökség) Tolna-Baranyai Egyházmegyéjébe (esperesség) tartozó Gyönk és Környéke Evangélikus Egyházközséghez tartozik, mint szórvány.

## Nevezetességei
- Római katolikus (Nagyboldogasszony-) templom: 1807-ben épült, késő barokk stílusban.
- Evangélikus templom: A 19. században épült.

## Külső hivatkozások
- Udvari honlapja
- Udvari térképe Archiválva 2007. október 1-i dátummal a Wayback Machine-ben
- Udvari az utazom.com honlapján